# Sophie Liebknecht
Sophie Liebknecht (de soltera Sophie Ryss; Rostov del Don, 18 de enero de 1884 - Moscú, 11 de noviembre de 1964) fue una socialista y feminista alemana nacida en Rusia. Fue la segunda esposa de Karl Liebknecht, quien tuvo tres hijos de su primer matrimonio con Julia Liebknecht.

## Biografía
Sophie Liebknecht nació en Rostov del Don, se educó en la Alemania imperial, donde se convirtió en profesora e historiadora del arte. En 1912 se casó con el pensador marxista y futuro líder revolucionario Karl Liebknecht. Originalmente miembro del Partido Socialdemócrata Alemán (SPD), siguió a su marido cuando él fundó el Partido Comunista de Alemania en 1918. Karl Liebknecht fue asesinado el 15 de enero de 1919, tras el fallido levantamiento espartaquista. Sophie se trasladó a Londres y después regresó a Alemania durante el período de Weimar. Los miembros de la familia Liebknecht se alarmaron por el ascenso del Partido Nazi en la década de 1930 y, temiendo por sus vidas bajo el régimen fascista establecido por Adolf Hitler, optaron por emigrar durante esta época. Sophie se fue a la Unión Soviética en 1934 y se instaló en Moscú, donde vivió las restantes décadas de su vida.

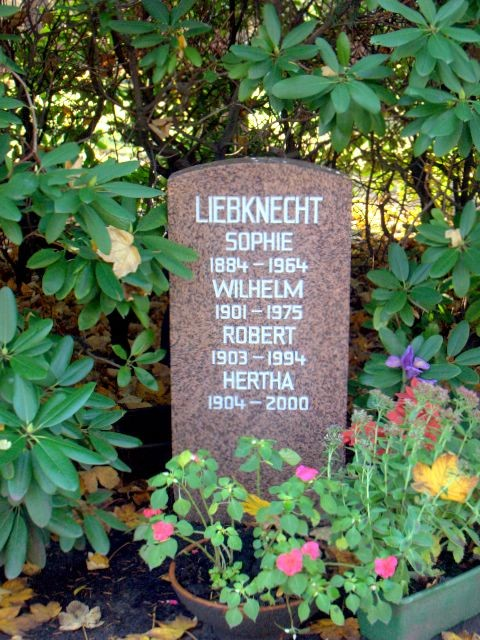
Lápida de Sophie Liebknecht y la familia Liebknecht.

A su funeral en 1964 asistieron Robert y Wilhelm, los hijastros de Sophie Liebknecht del primer matrimonio de Karl. El gobierno soviético organizó una ceremonia pública y una guardia de honor.
Se ha publicado gran parte de su correspondencia con Rosa Luxemburgo.